# Jałówka (gmina Supraśl)
Jałówka – wieś w Polsce położona w województwie podlaskim, w powiecie białostockim, w gminie Supraśl.
W 1972 roku, przez jeden rok, w granicach miasta Supraśl.
Od 2007 r. posiada status sołectwa. W skład sołectwa wchodzą: gajówka Podjałówka, Czołnowo, Sadowy Stok, Zacisze.
Sołectwo zajmuje obszar o pow. 5696,9539 ha.
W latach 1975–1998 miejscowość należała administracyjnie do województwa białostockiego.
Prawosławni mieszkańcy wsi należą do parafii Zwiastowania Przenajświętszej Bogurodzicy i św. Jana Teologa w Supraślu, a wierni kościoła rzymskokatolickiego do parafii Świętej Trójcy w Supraślu.